# Teucrium grisebachii
Teucrium grisebachii là một loài thực vật có hoa trong họ Hoa môi. Loài này được Hieron. ex Epling miêu tả khoa học đầu tiên năm 1946.